# Pituicyt
Pituicyty jsou větvené gliové buňky hvězdicovitého tvaru, které tvoří až 25 % objemu zadního laloku hypofýzy - neurohypofýzy. Ten slouží ke skladování hormonů, které produkují neurony v jádrech hypothalamu ve formě prekursorů.

## Popis
Tyto podpůrné gliové buňky obsahují protein intermediálních filament, glial fibrillary acidic, který je typický pro astrocyty a pak mají také v cytoplazmě trochu látek lipidické povahy. Jádra jsou oválná s náhodně rozmístěnými shluky chromatinu a čistou nukleoplazmou. Jako ostatní astrocyty jsou i tyto buňky jedna ke druhé připojeny výraznými vodivými spoji. Někteří autoři pituicyty rozdělují do dvou nebo i více typů skupin. 

## Funkce
Pituicyty obklopují axony neurosekrečních buněk a jsou v kontaktu s bazální laminou. Když je do těla vypuštěn antidiuretický hormon nebo oxytocin, pituicyty které sousedí s kapilárami, zbrzdí buněčné procesy a tak umožní axonovým zakončením vypustit skladované hormony do oběhu. Samy žádné hormony neprodukují, oxytocin a antidiuretický hormon jsou syntetizovány neuroendokrinními neurony hypothalamu. Bez specializovaných struktur vytvoří složitou síť, podobnou palisádám a díky tomu mění svůj tvar a velikost. Všechny jejich funkce dosud nebyly stoprocentně popsány. Je možné, že jsou důležité pro růst neurosekrečních axonů, pro obnovení a dorůstání poškozených axonů a také se účastní jejich autofágního zničení, pokud jsou poškozeny. 

## Patologie
Pituicytom je vzácný benigní mozkový nádor, roste pomalu a ohraničeně a může se vyskytnout v neurohypofýze. Tvoří ho bipolární, vřetenovité gliové buňky, které se derivují z pituicytů. U dospělých se může projevit bolestmi hlavy, problémy s viděním a s funkcí endokrinního systému. Po několika letech se může stát recidivním a k metastázím u něho nedochází.